# Lo Lieh
Lo Lieh (Pematang Siantar, 29 juni 1939 – Shenzhen, 2 november 2002) (jiaxiang: Guangdong) was een Chinees-Indonesische acteur. Lo Lieh was zijn acteernaam. Zijn echte naam was Wang Lap-Tat (王立達). Hij heeft in vele Hongkongse martial artsfilms gespeeld. Lo Lieh werd in 1939 in het toenmalige Nederlands-Indië geboren. Toen zijn ouders in Indonesië hem terugstuurde naar China, bezocht hij de acteerschool in Hongkong. In 1962 begon hij met het leren van de Chinese vechtkunst. In hetzelfde jaar ging hij werken bij de Shaw Brothers Studio. Hij schitterde vooral in films uit de jaren zestig en zeventig. Hij overleed in 2002 in Shenzhen op 64-jarige leeftijd aan een hartaanval.
- Biblioteca Nacional de España: XX944499
- Bibliothèque nationale de France: cb141993284 (data)
- Gemeinsame Normdatei: 1192803248
- International Standard Name Identifier: 0000 0000 7824 6693
- Library of Congress Control Number: no2008024966
- Système universitaire de documentation: 087930560
- Virtual International Authority File: 36718965
- WorldCat: E39PBJfRB7rpY8TkVw9D9f6HYP